# エドマンド剛勇王 (戯曲)

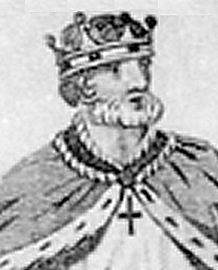
エドマンド剛勇王（エドマンド2世）

『エドマンド剛勇王』（エドマンドごうゆうおう、Edmund Ironside, or War Hath Made All Friends）は、エドマンド2世の生涯を扱った作者未詳のエリザベス朝演劇の戯曲。少なくとも3人の評論家がウィリアム・シェイクスピアの初期の作品だと示唆している。

## テキスト
『エドマンド剛勇王』は執筆された当時には出版されなかった。テキストのユニークな写しが、大英博物館のMS. Egerton 1994の中に現存している。（詳細は『リチャード二世 第1部』を参照）

## 作者
E・B・エヴェリットとエリック・サムスは、『エドマンド剛勇王』はおそらくシェイクスピアの最初の戯曲であると主張している。サムスによると、『エドマンド剛勇王』には『オックスフォード英語辞典』がシェイクスピアによって最初に使われたとする260の語または使い方が含まれているうえに、シェイクスピアの珍しい語が635あり、そのうち300はかなり珍しいものだという。しかし、多くのシェイクスピア研究家はこの説に同意していない。

## あらすじ
クヌーズ王（クヌーズ2世）はエドマンド2世率いるイングランド軍の反乱に遭う。知らない間に両軍は正面衝突する。裏切り者の貴族Edricusは王冠を狙っている。